# Mésorégion de la Mata Paraibana
La mésorégion de la Mata Paraibana est l'une des 4 mésorégions de l'État du Paraíba. Elle regroupe 30 municipalités groupées en 4 microrégions. Elle se situe sur le littoral de l'État.

## Données
La région compte 1 327 691 habitants pour 5 232 km².
Les principaux centres urbains de la région sont João Pessoa (capitale de l'État), Santa Rita, Cabedelo, Bayeux, Mamanguape et Rio Tinto.

## Microrégions[1]
La mésorégion de la zone de la forêt de la Paraíba est subdivisée en 4 microrégions:
- João Pessoa
- Littoral nord du Paraíba
- Littoral sud du Paraíba
- Sapé